# Dobritz (Zerbst)
Dobritz ist ein Ortsteil der gleichnamigen Ortschaft der Stadt Zerbst/Anhalt im Landkreis Anhalt-Bitterfeld in Sachsen-Anhalt (Deutschland).

## Geografie
Dobritz liegt am mittleren Nuthearm, acht Kilometer nordöstlich von Zerbst, am Rande des südwestlichen Fläming.

## Geschichte
Einen wesentlichen Teil der Ortshistorie von Dobritz wurde durch die Geschichte des Rittergutes mitgeprägt.
Ab den 17. Jahrhundert gehörte dies der Familie von Kalitsch, ältestem Anhaltinischer Adel. Am Ende des 17. Jahrhunderts waren mehrere Mitglieder der Familie von Kalitsch im Dienst der Anhalt-Zerbster Fürsten und erhielten von diesen die Lehngüter Dobritz, Nutha und Hagendorf. Ab 1683 bildete sich das Rittergut Dobritz dann als Stammgut heraus. Auch entwickelte sich eine eigene genealogische Familienlinie heraus, deren Stammvater der königlich preußische Hauptmann Heinrich von Kalitsch (1752–1798) wurde. 1884 stifteten die Gutsbesitzer zur Regelung der Erbfolge und vor allem zur Sicherung des Gutes für die Familie einen Familienfideikommiss für Dobritz und Hagendorf, zusammen damals 1625 ha, auf Basis einer Stiftung. Als Gutsherren zu jener Zeit fungierten der herzoglich anhaltinische Kammerherr Friedrich von Kalitsch (1786–1870), verheiratet mit Auguste Freiin Drais von Sauerbronn, gefolgt vom Sohn und ersten Fideikommissherrn Hermann von Kalitsch (1818–1891). Er beginnt seine Laufbahn standesgemäß auf dem Adelsinternat der Ritterakademie am Dom Brandenburg. Später übt er die Funktion eines Kurators des für unverheiratete Töchter Anhaltinischer Adelsfamilien gegründeten Adeligen Augusten-Stift in Köthen aus. Zweiter Fideikommissherr wurde der Erbe Ernst von Kalitsch-Dobritz. Durch die Heirat mit Elisabeth von Stülpnagel-Carlstein kommen die Nachfahren des Ernst von Kalitsch, er war auch Rechtsritter des Johanniterordens, in den Besitz des Stülpnagel-Gutes Taschenberg in der Uckermark. Letzter Grundherr auf Dobritz ist der älteste Sohn Wolf von Kalitsch (1887–1947), der die Begüterung zum Waldgut umbildet. Seine Brüder Leopold und Gottlob von Kalitsch leiteten den Gutsbetrieb in Brandenburg, bis jeweils zu den Enteignungen der Bodenreform.
Am 1. Januar 2010 wurde die Gemeinde Dobritz nach Zerbst/Anhalt eingemeindet.

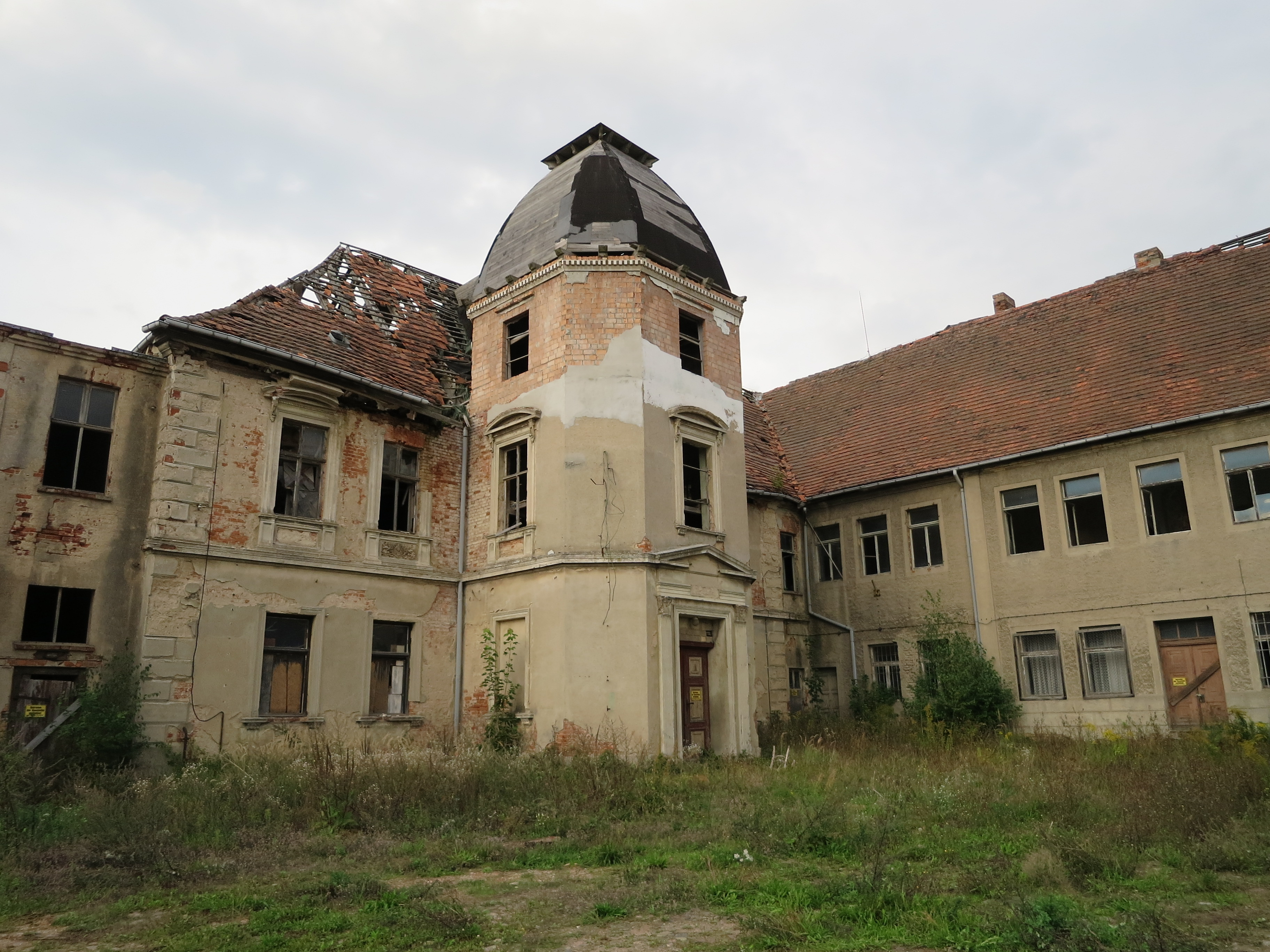
Ehemaliges Schloss (Rittergut) Dobritz
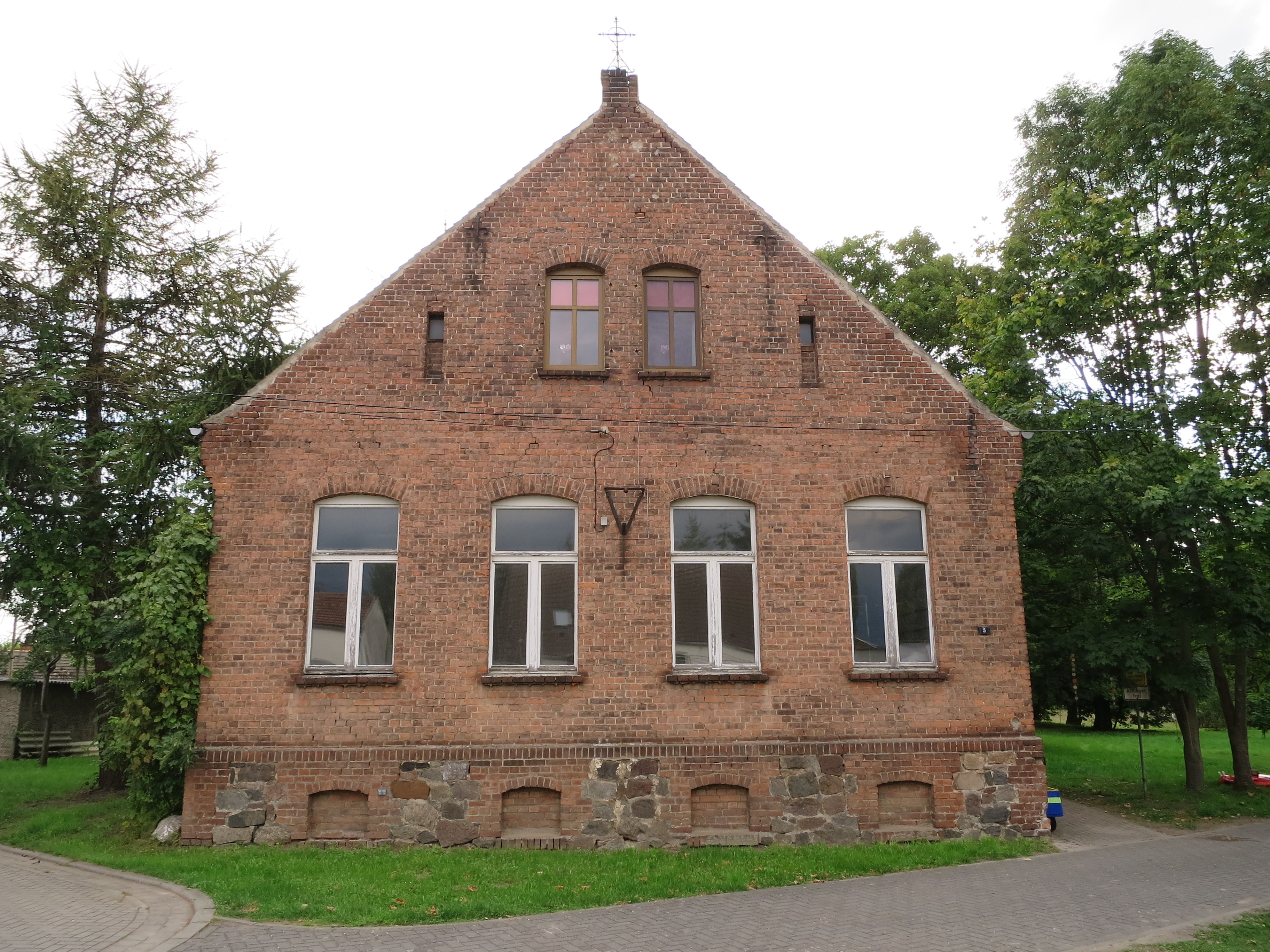
Ehemalige Dorfschule

## Politik

### Ortschaftsrat
Als Ortschaft der Stadt Zerbst/Anhalt übernimmt ein so genannter Ortschaftsrat die Wahrnehmung der speziellen Interessen des Ortes innerhalb bzw. gegenüber den Stadtgremien. Er wird aus fünf Mitgliedern gebildet.

### Bürgermeister
Die letzte Bürgermeisterin der Gemeinde Dobritz war Cornelia Meerkatz.
Als weiteres ortsgebundenes Organ fungiert der Ortsbürgermeister, dieses Amt wird zur Zeit von Matthias Kunz wahrgenommen.

### Wappen
| | Blasonierung: „Von Rot, Silber und Blau durch Göpelschnitt geteilt; vorn eine silberne Ähre, hinten eine rote Eichel, unten ein silbernes Mühlenrad.“ |
| Wappenbegründung: Die Farben des Ortes sind Weiß (Silber) - Rot. Die Ortsfarben wurden gewählt, weil das Dorf im Mittelalter zur Grafschaft Lindau gehörte, die diese Farben führte. Die Ähre steht für die Landwirtschaft, die seit frühester Zeit Erwerbsgrundlage des Ortes war. Die Eichel verdeutlicht den Reichtum an Wald, insbesondere an Mischwald; zwei Drittel der Gemarkung sind bewaldet und Dobritz hatte die stärkste und älteste Eiche im ehemaligen Landkreis Zerbst aufzuweisen. Zudem gab es in Dobritz eine Schneidemühle, die durch Wasserkraft betrieben, nach dem Ersten Weltkrieg modernisiert und nach dem Zweiten Weltkrieg stillgelegt wurde. Das Mühlrad symbolisiert die Verwertung des Rohstoffes Holz. Der blaue Grund weist auf den Wasserreichtum hin: 6 Teiche befinden sich in der Gemarkung. Dobritz liegt im Trinkwassereinzugsbereich gleichen Namens und wird als solches in Zukunft für das Umland weiter an Bedeutung gewinnen. Das Wappen wurde von der Heraldischen Gesellschaft „Schwarzer Löwe“ Leipzig gestaltet, am 31. Mai 1994 durch das Regierungspräsidium Dessau genehmigt und im Landesarchiv Sachsen-Anhalt unter der Wappenrollennummer 24/1994 registriert. | |

## Infrastruktur
Dobritz ist Grundschulstandort auch für die umliegenden Orte Bornum, Grimme, Nedlitz, Reuden/Anhalt und Polenzko.
Das Dorf Dobritz liegt an der L 57, die von Zerbst/Anhalt nach Wiesenburg/Mark in Brandenburg führt. Nach Süden führt eine Straße in die 16 Kilometer entfernte Stadt Dessau-Roßlau. Im 13 Kilometer entfernten Zerbst besteht Bahnanschluss nach Magdeburg und Dessau.

## Persönlichkeiten
- Richard von Kalitsch (1822–1906), anhaltischer Oberforstmeister